# Hans Henric Cahman
Hans Henric Cahman, deutsch auch Hans Heinrich Cahman der Ältere, (* um 1640; † 5. September 1699 in Stockholm) war ein schwedischer Orgelbauer deutscher Familienherkunft. Hans Henric Cahman war Sohn des Orgelbauers deutscher Herkunft Henric Cahman und Mitglied der schwedischen Orgelbauerfamilie Cahman. Sein Sohn war der Orgelbauer Johan Niclas Cahman.

## Leben und Werk
Hans Henric Cahman stammte aus Norddeutschland, vermutlich aus Vorpommern, das in dieser Zeit zu Schweden gehörte. Er erlernte als Geselle das Orgelbauhandwerk bei seinem Schwiegervater Hans Christoph Fritzsche und arbeitete bei ihm bis zu dessen Tod 1674 in Hamburg. Danach arbeitete er in Landskrona und zwischen 1688 und 1692 in Växjö. Danach wurde er in Uppsala und Stockholm aktiv. Nach  seinem Tode 1699 übernahmen sein Sohn Johan Niclas und sein Bruder Johan Herman Cahman die Werkstatt und die laufenden Orgelprojekte.
Hans Henric Cahman baute in den 1680er Jahren die Domkirchenorgel in Växjö und 1692 bis 1698 die große dreimanualige Domkirchenorgel in Uppsala mit 50 Registern. Es war zu dieser Zeit die größte und schönste Orgel Skandinaviens. Nach A. A. Hülphers war Cahmann um 1680 von König Karl XI. eingeladen worden, diese Orgel zu bauen. „Die Einladung Hans Heinrich Cahmans d.Ä. zum Bau der Domorgel in Uppsala basierte wahrscheinlich auf wirtschaftlichen Überlegungen, da man in Schweden bessere und größere Orgeln als bisher bauen und nicht vom Ausland abhängig sein wollte.“ Deshalb suchte man einen bedeutenden Orgelfachmann aus den schwedischen Besitzungen in Norddeutschland. Eine kleinere Orgel, die er 1690 für die Kirche von Virestad baute, befindet sich heute im Smålands Museum von Växjö. Letztere Orgel ist das heute einzige erhaltene Exemplar von den Hans-Henric-Cahman-Orgeln.
Die Werkstatt, die Cahmann aufgebaut hatte, durfte nur schwedische Mitarbeiter einlernen. Sie wurde und wird als Cahman-Schule bezeichnet und bestand von 1680 bis 1812. Nach Cahmans Tod wurde sie zunächst von seinem Bruder Johan Herman Cahman, dann von seinem Sohn Johan Niclas Cahman geleitet. Weitere Leiter waren Daniel Stråhle, Olof Hedlund, Jonas Gren, Peter Stråhle, Carl Wåhlström und Matthias Swahlberg. Stilistisch gehört diese sogenannte Cahman-Schule zum norddeutschen und holländischen Hoch- und Spätbarock. Die Verbindungen zur norddeutschen Orgelkultur waren aufgrund von Gesellenwanderungen und Organistenkontakten sehr eng.